# Billboardlistans förstaplaceringar 2002
Detta är en lista över 2002 års förstaplaceringar på Billboard Hot 100. 

## Listhistorik
| Datum        | Låt                           | Artist                           |
| 5 januari    | How You Remind Me             | Nickelback                       |
| 12 januari   | How You Remind Me             | Nickelback                       |
| 19 januari   | U Got It Bad                  | Usher                            |
| 26 januari   | U Got It Bad                  | Usher                            |
| 2 februari   | U Got It Bad                  | Usher                            |
| 9 februari   | U Got It Bad                  | Usher                            |
| 16 februari  | U Got It Bad                  | Usher                            |
| 23 februari  | Always on Time                | Ja Rule featuring Ashanti        |
| 2 mars       | Always on Time                | Ja Rule featuring Ashanti        |
| 9 mars       | Ain't It Funny (Murder Remix) | Jennifer Lopez featuring Ja Rule |
| 16 mars      | Ain't It Funny (Murder Remix) | Jennifer Lopez featuring Ja Rule |
| 23 mars      | Ain't It Funny (Murder Remix) | Jennifer Lopez featuring Ja Rule |
| 30 mars      | Ain't It Funny (Murder Remix) | Jennifer Lopez featuring Ja Rule |
| 6 april      | Ain't It Funny (Murder Remix) | Jennifer Lopez featuring Ja Rule |
| 13 april     | Ain't It Funny (Murder Remix) | Jennifer Lopez featuring Ja Rule |
| 20 april     | Foolish                       | Ashanti                          |
| 27 april     | Foolish                       | Ashanti                          |
| 4 maj        | Foolish                       | Ashanti                          |
| 11 maj       | Foolish                       | Ashanti                          |
| 18 maj       | Foolish                       | Ashanti                          |
| 25 maj       | Foolish                       | Ashanti                          |
| 1 juni       | Foolish                       | Ashanti                          |
| 8 juni       | Foolish                       | Ashanti                          |
| 15 juni      | Foolish                       | Ashanti                          |
| 22 juni      | Foolish                       | Ashanti                          |
| 29 juni      | Hot in Herre                  | Nelly                            |
| 6 juli       | Hot in Herre                  | Nelly                            |
| 13 juli      | Hot in Herre                  | Nelly                            |
| 20 juli      | Hot in Herre                  | Nelly                            |
| 27 juli      | Hot in Herre                  | Nelly                            |
| 3 augusti    | Hot in Herre                  | Nelly                            |
| 10 augusti   | Hot in Herre                  | Nelly                            |
| 17 augusti   | Dilemma                       | Nelly featuring Kelly Rowland    |
| 24 augusti   | Dilemma                       | Nelly featuring Kelly Rowland    |
| 31 augusti   | Dilemma                       | Nelly featuring Kelly Rowland    |
| 7 september  | Dilemma                       | Nelly featuring Kelly Rowland    |
| 14 september | Dilemma                       | Nelly featuring Kelly Rowland    |
| 21 september | Dilemma                       | Nelly featuring Kelly Rowland    |
| 28 september | Dilemma                       | Nelly featuring Kelly Rowland    |
| 5 oktober    | A Moment like This            | Kelly Clarkson                   |
| 12 oktober   | A Moment like This            | Kelly Clarkson                   |
| 19 oktober   | Dilemma                       | Nelly featuring Kelly Rowland    |
| 26 oktober   | Dilemma                       | Nelly featuring Kelly Rowland    |
| 2 november   | Dilemma                       | Nelly featuring Kelly Rowland    |
| 9 november   | Lose Yourself                 | Eminem                           |
| 16 november  | Lose Yourself                 | Eminem                           |
| 23 november  | Lose Yourself                 | Eminem                           |
| 30 november  | Lose Yourself                 | Eminem                           |
| 7 december   | Lose Yourself                 | Eminem                           |
| 14 december  | Lose Yourself                 | Eminem                           |
| 21 december  | Lose Yourself                 | Eminem                           |
| 28 december  | Lose Yourself                 | Eminem                           |